# Пісочнодубровка
Пісочнодубро́вка (рос. Пеосчнодубровка) — село у складі Кожевниковського району Томської області, Росія. Адміністративний центр Пісочнодубровського сільського поселення.
Стара назва — Пісочно-Дубровка.

## Населення
Населення — 716 осіб (2010; 635 у 2002).
Національний склад (станом на 2002 рік):
- росіяни — 80 %